# Équipe de Pologne de football à la Coupe du monde 1938
La Coupe du monde de football de 1938, troisième édition de la plus grande des compétitions mondiales de football, est la première disputée par la sélection polonaise, qui s'était jusque-là arrêtée au tour préliminaire en 1934, éliminée par forfait avant le match retour contre la Tchécoslovaquie. En effet, en raison d'un différend à propos de la frontière entre la Pologne et la Tchécoslovaquie, le gouvernement polonais n'autorisa pas son équipe nationale à quitter le territoire.
Emmenée par le sélectionneur Józef Kałuża et par son capitaine Władysław Szczepaniak, la Pologne a sans doute vécu lors de cette Coupe du monde l'un des plus beaux et intenses matches de son histoire, en huitièmes de finale, face au Brésil de Leônidas da Silva et de Domingos da Guia, conclu sur le score de six à cinq en faveur de la Seleção. Buteur lors de ce match à la vingt-troisième minute sur pénalty, Fryderyk Scherfke est devenu le premier Polonais à trouver le chemin des filets en phase finale de Coupe du monde. Ernest Wilimowski, auteur d'un quadruplé, est le premier joueur à marquer quatre buts lors d'un même match de Mondial. Ce record, égalé à six reprises, est finalement battu cinquante-six ans plus tard par le Russe Oleg Salenko, lors du match opposant la Russie au Cameroun,.

## Les éliminatoires
Comme pour sa première campagne de qualification, la Pologne joue sa place au Mondial sur deux matches aller-retour. Au tirage au sort, elle hérite de la Yougoslavie, qui l'a battue très lourdement un an plus tôt (neuf buts à trois) et qu'elle affronte tout d'abord à domicile. Devant plus de trente mille personnes le 10 octobre 1937 à Varsovie, dans l'antre du Legia, les Polonais démarrent ce match pied au plancher. Moins de trois minutes après que le Français Lucien Leclercq eut donné le coup d'envoi, Leonard Piątek ouvre le score, puis réalise le doublé à la vingtième minute. Rejoignant les vestiaires sur le score de deux à zéro, les Polonais marquent deux buts de plus en seconde mi-temps, grâce à Jerzy Wostal et Ernest Wilimowski, et prennent une option sur la qualification.
Lors du match retour, le 3 avril 1938, la Pologne tient le choc au stade BSK de Belgrade. Les Yougoslaves doivent attendre la soixante-et-unième minute pour ouvrir le score par l'intermédiaire de Blagoje Marjanović. Défaits seulement par un but d'écart, les Polonais obtiennent donc à la différence de buts le droit de disputer leur première Coupe du monde.

## Les joueurs appelés
Pour la première grande compétition mondiale de football disputée par la Pologne, le sélectionneur Józef Kałuża et l'entraîneur Marian Spoida décident de reconduire l'équipe qui a affronté la Yougoslavie deux mois plus tôt. Seul Jerzy Wostal, meilleur buteur de Pologne la saison précédente et vice-champion avec l'AKS Chorzów, mais blessé et absent pour le match amical contre l'Irlande, est remplacé par Fryderyk Scherfke.
Dans cette liste de vingt-deux joueurs, le club du Ruch Chorzów est le plus représenté avec quatre joueurs, suivi par le Warta Poznań et ses trois joueurs. Un seul sélectionné, le gardien Edward Madejski, n'a pas de club au moment de la compétition, car suspendu un an par la fédération pour son transfert controversé du Wisła au Garbarnia Cracovie. Son concurrent au poste, Walter Brom, est le plus jeune gardien de but de l'histoire de la Coupe du monde, à dix-sept ans et quatre mois. Avec Stanisław Baran, Ewald Cebula et Kazimierz Lis, il est l'un des quatre joueurs à n'avoir toujours pas porté une seule fois le maillot blanc et rouge.
Notes : Le nombre de sélections et de buts est celui totalisé lors de la compétition. – Le jour et le mois de naissance d'Edmund Twórz ne sont pas connus.

## Les Polonais se préparent à disputer leur première Coupe du monde

### Le tirage au sort
Le tirage au sort, effectué le 5 mars 1938 au salon de l'Horloge de Paris par Yves Rimet,, le petit-fils du Président de la FIFA Jules Rimet, désigne pour la Pologne la tête de série suivante : le Brésil. Déjà présents en 1930 et en 1934, les Brésiliens profitent du forfait de l'Argentine, comme de celui du Pérou quatre ans plus tôt, pour accéder au Mondial français sans jouer. En effet, les Argentins tournent le dos à la FIFA, qui a décidé à son congrès, le 15 août 1936 à Berlin, de ne pas respecter l'alternance Europe - Amérique du Sud concernant l'organisation de la Coupe du monde.

### Pologne - Irlande: seul match de pré-compétition
La Pologne ne joue qu'un seul match de préparation avant la Coupe du monde 1938, contre l'Irlande à Varsovie dans le cadre d'une double confrontation organisée par les deux fédérations. Face à une équipe qui s'exporte très peu hors des îles Britanniques et qui ne prend part quasiment qu'au British Home Championship, les Polonais partent grands favoris. Ce match est alors le deuxième disputé contre une équipe britannique, la Pologne ayant déjà affronté et vaincu le 8 août 1936 à Berlin l'équipe amatrice de Grande-Bretagne, lors des Jeux olympiques, où elle termine à la quatrième place.
Le 22 mai 1938, les Polonais entrent vite dans le match et marquent leur premier but très tôt. Ils rentrent aux vestiaires à la mi-temps avec trois buts d'avance et doublent leur avantage lors des quarante-cinq minutes suivantes. Vainqueur six à zéro, la Pologne fait donc le plein de confiance deux semaines avant le début de la Coupe du monde grâce notamment à ses buteurs Gerard Wodarz et Leonard Piątek, tous les deux auteurs d'un doublé, mais aussi Ernest Wilimowski et Jan Wasiewicz.

### Derniers entraînements à Wągrowiec
Le championnat national ayant repris depuis un peu moins de deux mois, les dix entraîneurs polonais désirent garder leurs joueurs le plus longtemps possible et ne les envoient en sélection qu'une semaine avant le premier match. Les vingt-deux joueurs se retrouvent donc à Wągrowiec, près de Poznań, pour un court stage de quelques jours.
À quelques heures du match contre le Brésil, les Polonais montent dans un train en direction de Strasbourg, ayant appris que le match ne se tiendrait pas à Toulouse comme prévu. Quelques jours plus tôt, la Pologne avait adressé à la FIFA une lettre qui demandait de modifier le lieu de la rencontre, affirmant que le climat du sud de la France favoriserait les Brésiliens, habitués à jouer en pleine chaleur. Cette lettre est restée sans suite. Finalement, c'est le retrait de l'Autriche, victime de l'Anschluss, qui permet aux Polonais de jouer dans la ville alsacienne.

## La compétition

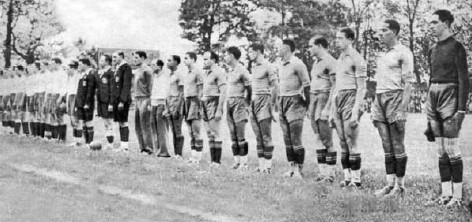
La présentation des équipes.

### Résumé
Ce match de huitième de finale, qui va devenir historique par son score et ses buteurs, l'est tout d'abord par les tenues portées par les deux équipes. Habituées au blanc, l'une d'entre elles doit innover et changer son maillot. Pour la première fois de son histoire, le Brésil joue en bleu, couleur de ses maillots d'entraînement qui ne portent pas le logo de la CBD,.
Lorsque les deux équipes entrent sur le terrain, la chaleur est étouffante et le soleil bien présent. Plus habitués à disputer des rencontres de haut niveau, les Brésiliens prennent le jeu à leur compte. À la dix-huitième minute, le « Diamant noir » de Rio de Janeiro ouvre le score d'une belle frappe du pied gauche, qui trouve la lucarne d'Edward Madejski. Mais ce but ne décourage pas les Polonais qui se mettent à attaquer. Cinq minutes après cette ouverture du score, Wilimowski commence à dribbler dans le camp brésilien et entre dans la surface de réparation. Se présentant face au gardien Batatais, le dernier défenseur de la Seleção, pour éviter le face-à-face, le ceinture et le déséquilibre, ce qui provoque un pénalty. Malgré la pression, le tireur Fryderyk Scherfke le transforme, le gardien étant resté au milieu de sa cage. Pris à défaut, les Brésiliens se remettent à l'attaque et reprennent l'avantage deux minutes plus tard grâce à leur ailier droit Romeu. Après plusieurs occasions, le Brésil inscrit un troisième but juste avant la mi-temps, par l'intermédiaire de José Perácio.

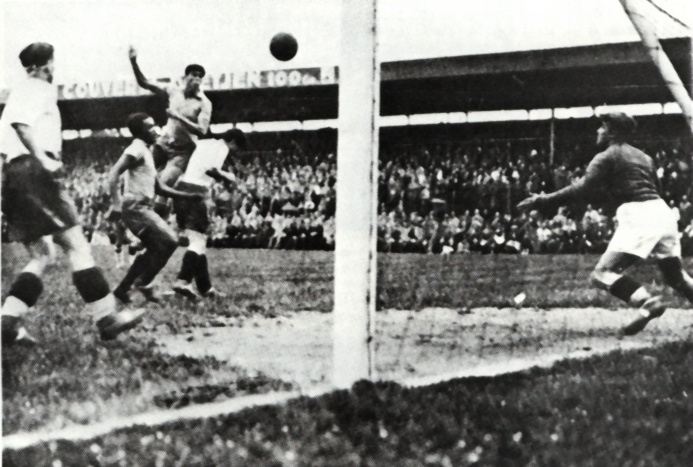
Duel dans la surface de réparation polonaise.

Mais durant la pause et pendant plusieurs dizaines de minutes, un violent orage frappe Strasbourg et gorge d'eau la pelouse. Ces conditions météorologiques favorisent les Polonais qui, contrairement au onze « blanc » brésilien plus agile et technique, rencontrent moins de difficultés pour développer leur jeu, plus puissant et physique. Alors que la pluie redouble d’intensité, la Pologne parvient à revenir au score à la suite d'un but d'Ezi, puis égalise toujours grâce au même homme, à l'heure de jeu. Pour ne plus s’embourber, le buteur brésilien Leônidas prend la décision de jouer pieds nus, mais l'arbitre lui indique six minutes plus tard de rechausser ses crampons comme le stipule le règlement,. Le joueur s'exécute et peine toujours à organiser le jeu comme en première mi-temps.
C'est aussi la première fois qu'un même joueur inscrit autant de but contre les Auriverdes.
Ce match, disputé sur une pelouse détrempée, est alors le plus prolifique de l'histoire de la compétition.

### Huitième de finale
| Titulaires :                                                                                                 |  |
| |  |
| Batatais Domingos da Guia Machado Zezé Procópio Afonsinho Martim (cap) Lopes Romeu Perácio Hércules Leônidas |  |
| Remplaçants :                                                                                                |  |
| Inconnu |  |
| Entraîneur :                                                                                                 |  |
| Adhemar Pimenta                                                                                              |  |

| Titulaires : |  |
| |  |
| Edward Madejski Antoni Gałecki Władysław Szczepaniak (cap) Wilhelm Góra Erwin Nyc Ewald Dytko Leonard Piątek Ryszard Piec Fryderyk Scherfke Ernest Wilimowski Gerard Wodarz |  |
| Remplaçants : |  |
| Walter Brom Edmund Giemsa Wilhelm Piec Stanisław Baran |  |
| Entraîneur : |  |
| Józef Kałuża |  |

| Titulaires :                                                                                                 |  |
| |  |
| Batatais Domingos da Guia Machado Zezé Procópio Afonsinho Martim (cap) Lopes Romeu Perácio Hércules Leônidas |  |
| Remplaçants :                                                                                                |  |
| Inconnu |  |
| Entraîneur :                                                                                                 |  |
| Adhemar Pimenta                                                                                              |  |

| Titulaires : |  |
| |  |
| Edward Madejski Antoni Gałecki Władysław Szczepaniak (cap) Wilhelm Góra Erwin Nyc Ewald Dytko Leonard Piątek Ryszard Piec Fryderyk Scherfke Ernest Wilimowski Gerard Wodarz |  |
| Remplaçants : |  |
| Walter Brom Edmund Giemsa Wilhelm Piec Stanisław Baran |  |
| Entraîneur : |  |
| Józef Kałuża |  |